# Acuclavella
Acuclavella is een geslacht van hooiwagens uit de familie Ceratolasmatidae.
De wetenschappelijke naam Acuclavella is voor het eerst geldig gepubliceerd door W. A. Shear in 1986. 

## Soorten
Acuclavella omvat de volgende 4 soorten:
- Acuclavella cosmetoides
- Acuclavella merickeli
- Acuclavella quattuor
- Acuclavella shoshone